# Визна
Визна (пол. Wizna) — деревня в Польше, входит в состав Ломжинского повята Подляского воеводства. Административный центр гмины Визна. Находится на берегу Нарева примерно в 21 км к востоку от города Ломжа. Рядом проходит автодорога 64. По оценке 2015 года, в деревне проживало примерно 1017 человек. Примечателен позднеготический костёл Иоанна Крестителя (ок. 1525 г.).

## История
Расположенное на реке Нарев городище в Визне с XI века охраняло восточную границу Мазовии от вторжений ятвягов и голяди, а также контролировало дорогу, ведущую из Мазовии в сторону Гродно. Стена городища представляла из себя деревянный сэндвич, заполненный глиной, облицованный камнями и увенчанный заострённым частоколом. Визна расположена практически посередине между Ломжой и Тыкоцином (по берегу Нарева), и в тот период эти три поселения были самой дальней северо-восточной пограничной линией Пястов — с Ятвягией.
В документах того времени Визна была наиболее часто упоминаемым городом Восточной Мазовии. В XII веке князь Болеслав[какой?] дал право переправлять товары из Визны в Маков. В 1145 году великий князь Киевский Всеволод Ольгович провел победоносную кампанию в Польше, выступив на стороне Владислава II, который в то время вёл борьбу против Болеслава IV. В результате этих событий Визна отошла к Киевской Руси — ценой сдачи именно этого города Болеслав сумел уговорить Русь отказаться от союза с Владиславом.
В XIII веке Визна была самым северо-западным городом Галицко-Волынского княжества и относилась к Берестейской земле. Город часто подвергался нападениям ятвягов, пруссов и литвы. В 1286 году город был занят литовцами, которые повели из него атаки на Тевтонский орден, также претендовавший на эти земли. Союз князя Болеслава II Мазовецкого с литовцами, закреплённый его браком с дочерью литовского князя Тройдена, утвердил здесь власть последнего — несмотря на протесты тевтонских рыцарей, некоторое время ещё продолжавших свои притязания на эту территорию. Когда в 1294 году тевтоны захватили и разрушили город, Болеслав самостоятельно восстановил его в 1296 году и поселил своих людей. С тех пор Визна стала центром отдельного княжеского района, которым примерно с 1340 года правил Семовит IV.
Впоследствии центр Визненского повята Мазовецкого воеводства Королевства Польского и Речи Посполитой. Ко второй половине XIX века стала посадом Ломжинского уезда Ломжинской губернии. В 1856 году насчитывалось 1406 христиан и 507 евреев; в 1897 году — 2877 жителей, среди них 876 евреев.
В ходе немецкого вторжения в Польшу в начале Второй мировой войны произошло сражение, известное как оборона Визны. Эта битва известна тем, что в ней поляки 3 дня удерживали деревню от немецких войск, численно превосходивших их в десятки раз. В годы немецкой оккупации еврейское население Визны было уничтожено.